# Demeșkivți, Halîci
Demeșkivți (în ucraineană Демешківці) este localitatea de reședință a comunei Demeșkivți din raionul Halîci, regiunea Ivano-Frankivsk, Ucraina.

## Demografie
Componența lingvistică a localității Demeșkivți
     Ucraineană (100%)
Conform recensământului din 2001, toată populația localității Demeșkivți era vorbitoare de ucraineană (100%).